# Nuchequula glenysae
Nuchequula glenysae är en fiskart som beskrevs av Kimura, Kimura och Ikejima 2008. Nuchequula glenysae ingår i släktet Nuchequula och familjen Leiognathidae. Inga underarter finns listade i Catalogue of Life.